# Zdravko Škender
Zdravko Škender (Skradin, ?) hrvatski je glazbenik. Pjevač je zabavne glazbe. Njegovi najveći hitovi su  Ako nas život rastavi, Ne mogu da te zaboravim, Suze ljubavi, Žena kao ti i drugi.

## Životopis
Rodio se u Skradinu. Poslije je živio te se školovao i radio u Šibeniku. Glazbenu crtu pokazao je još u djetinjstvu. U Šibenskoj limenoj glazbi svirao je jazz trubu.
Poslije je utemeljio svoj sastav Ad Adstra u kojem je svirao kao basist i pjevao kao prateći vokal. Sastav je ostao samo na lokalnoj popularnosti. Bavio se i nogometom. Trenirao je u Šibeniku sve do prometne nesreće.
1980. je godine doživio prometnu nesreću nakon koje nije više mogao hodati. Otad je krenuo u samostalne glazbeničke vode kao pjevač.
Često je gostovao u inozemstvu pjevajući hrvatskim iseljenicima na svim kontinentima. Pjevao je čak i u Australiji među tamošnjim hrvatskim iseljenicima, gdje je bio vrlo popularan. Tih 1980-ih to je bilo politički vrlo opasno, jer se riskiralo dobiti etiketu da se "pjeva neprijateljskoj emigraciji". 
Veću pozornost privukao je 1988. godine kad je nastupio na Splitskom festivalu. Publici se svidio pjesmom Ne mogu da te zaboravim te je osvojio drugu nagradu. Na drugoj festivalskoj večeri iste godine publika ga je još jednom nagradila, trećom nagradom za izvedbu pjesme Zlatno sunce Dalmacije. Uspješnu 1988. godinu zaokružio je na Zagrebačkom festivalu pjesmom Suze ljubavi kojom je osvojio Grand prix. Njegov istoimeni album postigao je veliku nakladu (400.000).
1991. je bio dijelom Hrvatskog Band Aida koji je izveo domoljubnu pjesmu "Moja domovina".
2008. je dobio zajedno s Mirkom Švendom - Žigom nagradu za najbolje najbolje skladbe s lanjskog festivala Od srca srcu. koji je organizirao Mladen Pavković.
Surađivao je s brojnim hrvatskim skladateljima: Nikšom Bratošem, Đelom Jusićem, Remijem Kazinotijem, Stipicom Kalogjerom, Ivom Lesićem, Tomislavom Mrduljašem, Nenadom Ninčevićem, Đorđem Novkovićem, Danijelom Popovićem, Zdenkom Runjićem, Tedijem Spalatom, Željkom Šparmajerom, Teom Trumbićem, Zrinkom Tutićem, Tomislavom Zuppom i inima.
Nastupi na glazbenim festivalima:
- Splitski festival
- Zagrebački festival
- Hrvatski festival zabavne glazbe Melodije Mostara 1995.,
- Od srca srcu (2005., 2006., 2007.; 2006. i kao autor, skladatelj i aranžer[2])
- Hrvatski radijski festival
- Zadarski festival

Croatia Records je 2009. objavila kompilaciju njegovih velikih hitova u skupini izdanja Zlatni kolekciji.

## Diskografija
(popis nepotpun)
- Ne mogu te zaboraviti, 1986., Jugoton
- Ljubavi se po pjesmama pamte, 1987., Jugoton
- Suze ljubavi, 1988., Jugoton
- Sreća je došla s tobom, 1989., Jugoton
- Hitovi, 1990., Jugoton (Kompilacija)
- S druge strane sreće, 1991., Jugoton
- Zlatni mix-31 hit, 1993., Croatia Records
- Dirnut ću ti dušu, 1994., Croatia Records
- Čovjek bez sna, 1995., Orfej
- Pogledaj me živote u oči, 1997., Orfej
- Nakon svih tih godina, 1998., Croatia Records
- Zlatni hitovi (+ singl Teško mi je tako jako), 2000. (Kompilacija)
- Najveći hitovi, 2003. (Kompilacija)
- Pusti da živim, 2006., Condorcomm
- Zlatna kolekcija, 2009., Croatia Records (Kompilacija)
- Knjiga života, 2011., Scardona
- Sretan je onaj tko Hrvatsku ima

## Ostalo
- "Nad lipom 35" kao izvođač (2006.)

## Vanjske poveznice
- Nova TV  Arhivirana inačica izvorne stranice od 12. ožujka 2021. (Wayback Machine) Iz In Magazina Zdravko Škender na sceni nakon 20 godina - NOVA TV